# História de Viena

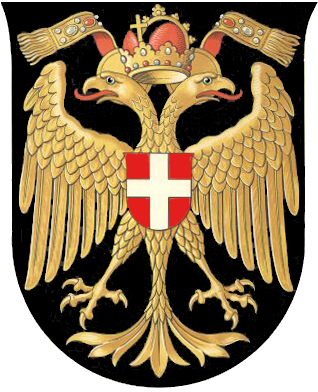
Antigo escudo de armas de Viena, usado entre 1465 e 1925

A história de Viena é longa e variada, tendo se iniciado com o Império Romano, que criou um centro militar na área que atualmente cobre o centro da cidade. Nascida desse começo militarista, Viena cresce como um assentamento romano conhecido como Vindobona, e viria a ser um importante centro comercial no século XI. Posteriormente, foi elevada a capital dos domínios da casa de Babemberga, conquistando um caráter de importante pólo de produção cultural. Com o domínio Habsburgo do século XIX, a cidade tornou-se capital do Império Austríaco e depois do Império Austro-Húngaro, caracterizando-se temporariamente uma das maiores das maiores cidades da Europa. Desde a Primeira Guerra Mundial, Viena serve como capital da República da Áustria.

## Colonização romana e Idade Média

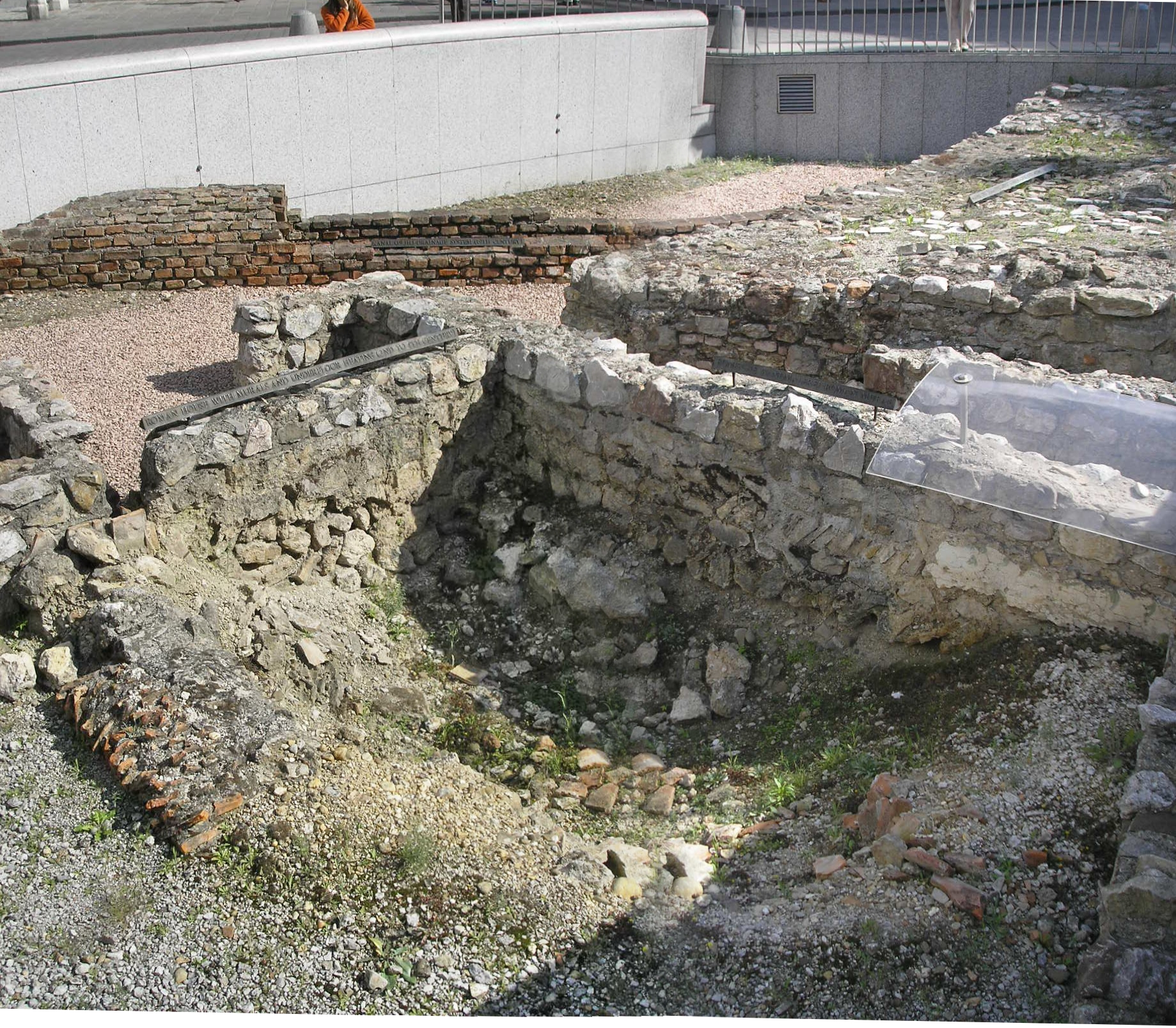
Ruínas romanas em Michaelerplatz

O nome Vindobona deriva de uma língua céltica, sugerindo que a região já devia ser habitada antes do estabelecimento da colônia romana na área. Os romanos criaram um campo militar (ocupado pela Legião X Gemina) durante o século I, no centro da atual cidade de Viena. O assentamento tornou-se um município em 212. Mesmo hoje, as ruas do Primeiro Distrito mostram poços e muralhas de há séculos. Os romanos permaneceram na cidade até o século V.
A romana Vindobona se localizava nas fronteiras do império, e foi uma das primeiras cidades a cair sob o caos das invasões bárbaras na Idade Média e existem indícios de que um incêndio catastrófico ocorreu no início do século V. Entretanto, nem toda a cidade foi destruída, já que o centro militar não foi abandonada e um pequeno assentamento permaneceu em pé. As ruas e casas da Viena medieval seguiram-se ao primeiro registro oficial e documentado da cidade, que data de 881, quando uma batalha conhecida como apud Weniam foi iniciada contra o magiares. Ainda assim, não foi completamente esclarecido se o relato poderia se referir ao rio Viena. A ocupação inicial da cidade estava centrada em Berghof.
Moedas do Império Bizantino que datam do século VI foram achadas várias vezes nas áreas próximas do centro da cidade, indicando uma atividade comercial considerável mesmo na Idade Média. Túmulos do século VI também foram achado durante escavações em Berghof, na área ao redor de Salvatorgasse. Durante este período, os langobardos dominavam a área, com eslavos e ávaros chegando logo depois. Combatentes de Salzburgo mencionaram uma batalha contra os magiares em um local conhecido como Wenia no ano de 881, que poderia se referir a Viena. O Imperador Oto derrotou os magiares na Batalha de Lechfeld, e permitiu que Viena se desenvolvesse ao longo da Idade Média.

## Domínio dos Babemberga

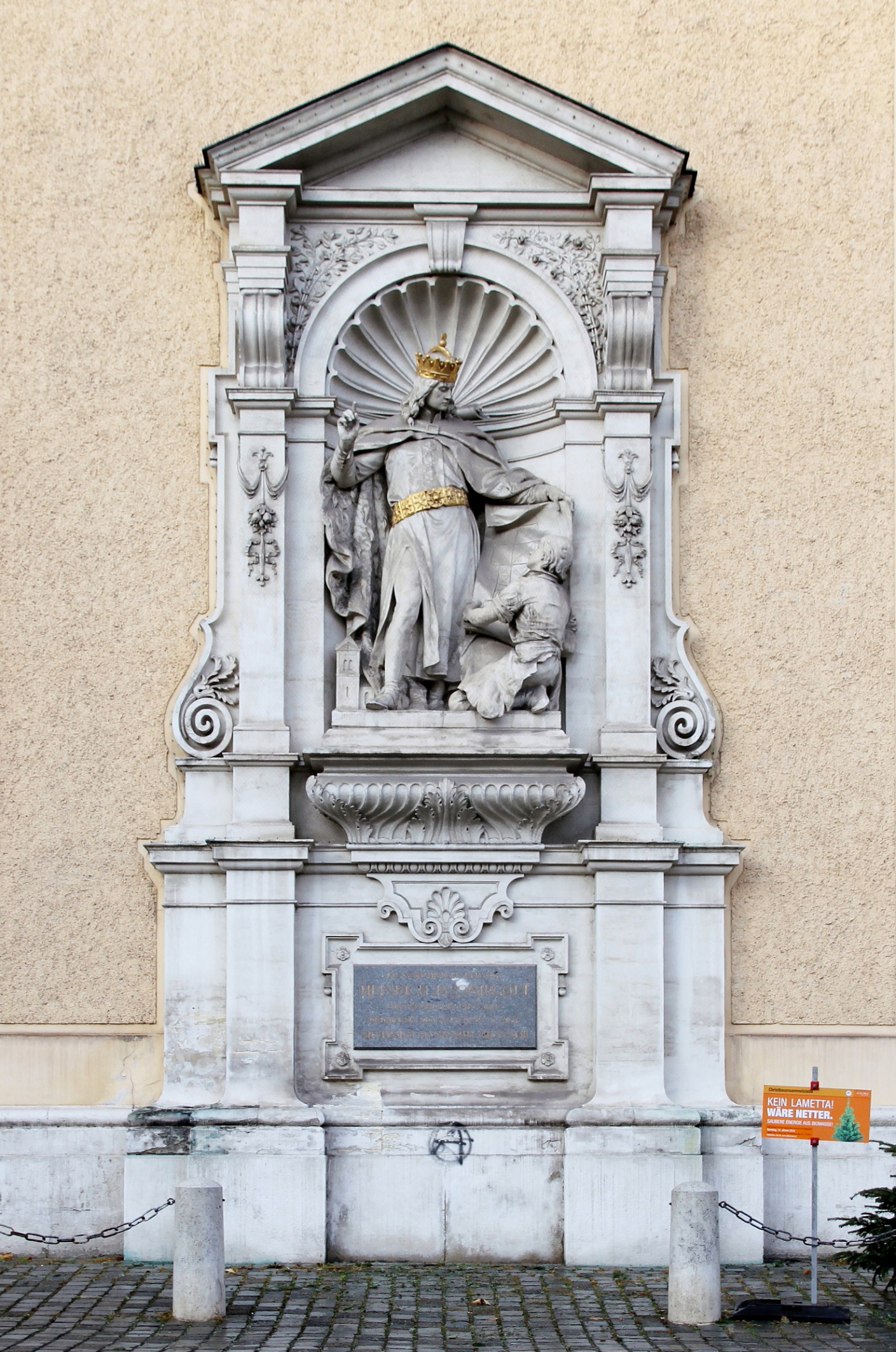
O Duque Henrique II da dinastia Babemberga tornou Viena a capital de seus domínios em 1155

Em 976, a Marca de Ostarrîchi foi dado à família Babemberga, e Viena se situava na fronteira com a Hungria.
A cidade já era uma importante rota comercial desde o século XI. No Acordo de Mautern entre o Bispo de Passau e o marquês Leopoldo IV, Viena é mencionada como civitas pela primeira vez, o que indica a existência de um assentamento ordenado.
Em 1155, o Duque Henrique II de Áustria transformou Viena em sua capital. Em 1156, a Áustria tornou-se um ducado no Privilegium Minus e os Babemberga tornaram-se duques hereditários. Durante este período, o Schottenstift foi fundado.
Os eventos relacionados à Terceira Cruzada, durante a qual o Rei Ricardo, Coração de Leão foi descoberto e capturado próximo a Viena dois dias antes do natal de 1192 pelo Duque Leopoldo V, levou a Viena uma enorme soma de 50 000 marcos prata (de dez a doze toneladas de prata, que eram quase um terço da soma que havia sido reclamada, e que foram entregues em março de 1193). Isto permitiu a criação do mint e a construção de muralhas por volta do ano 1200. Na estação de Stubentor, alguns resquícios das muralhas da cidade podem ser vistos até hoje. Por ter se aproveitado de um cruzado, Leopoldo V foi excomungado da Igreja Católica pelo Papa Celestino III, e morreu (sem ser absolvido) depois de cair de um cavalo em um torneio.
Em 1221, Viena recebeu os direitos de cidade e de Stapelrecht. Isto significava que todos os mercadores que passassem pela cidade teriam que oferecer suas mercadorias aos habitantes. Isto permitiu aos vienenses que agissem como intermediadores no comércio, e Viena logo se tornou um importante centro de trocas, desenvolvendo relações comerciais com outras cidades do Danúbio e com Veneza, além de ter se tornado uma das cidades mais importantes do Sacro Império Romano-Germânico.
Entretanto, era considerado vergonhoso que Viena ainda não tivesse seu próprio bispo. É sabido que o Duque Frederico II negociou a criação de um bispado em Viena, e acredita-se que Otocar II tenha tentado fazer o mesmo.

## Domínio dos Habsburgo

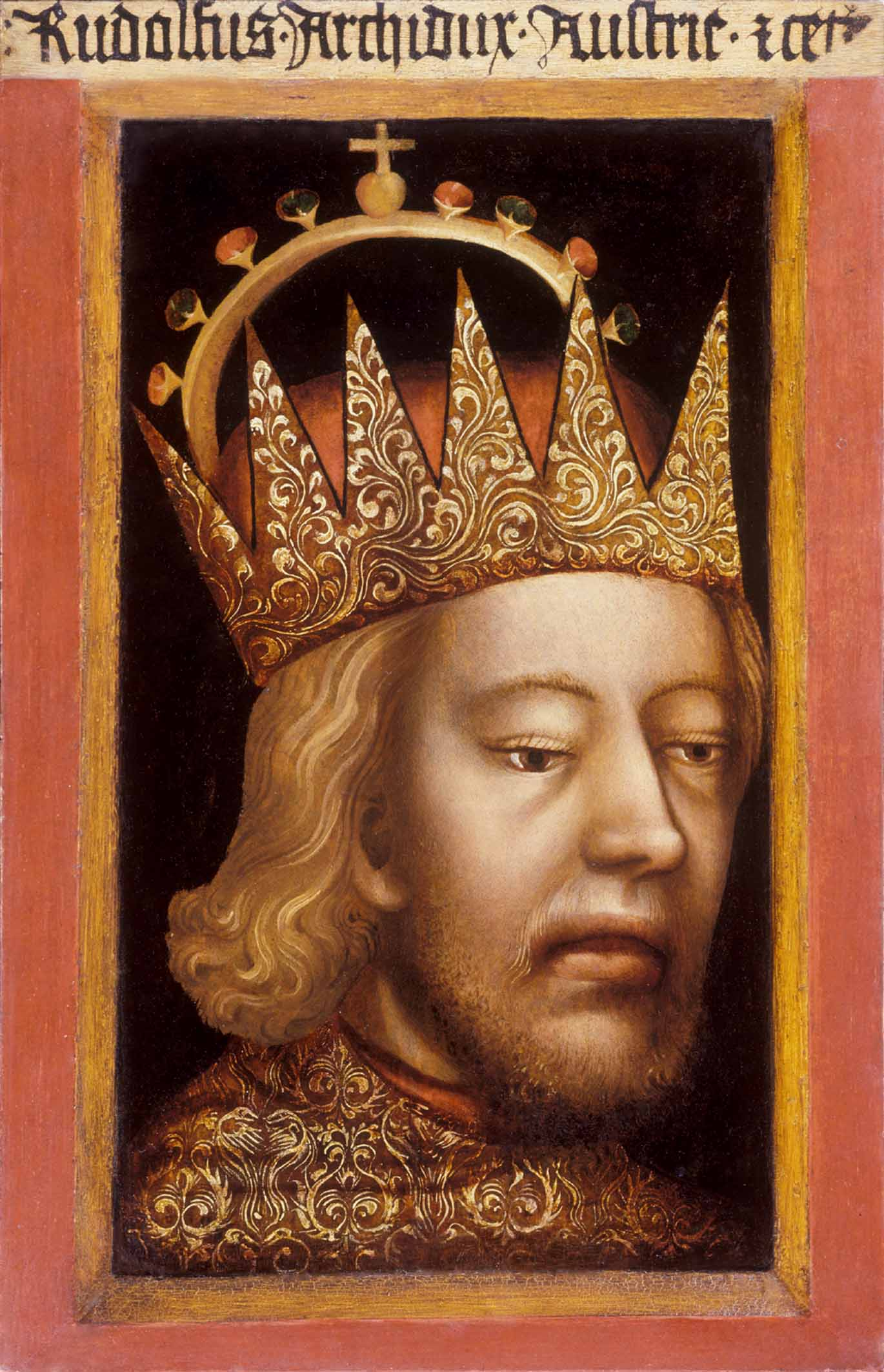
O Duque Rodolfo IV da Áustria, conhecido como "o Fundador", fez muito para expandir a cidade

Em 1278, Rodolfo I tomou o controle das terras austríacas depois de sua vitória contra Otacar II da Boêmia, e começou estabelecer o domínio Habsburgo na região. Em Viena, o estabelecimento deste domínio se estendeu por um tempo relativamente longo, uma vez que partidários de Otacar continuaram fortes por um longo tempo. Várias revoltas aconteceram contra o Imperador Alberto I. A família dos Paltrams vom Stephansfreithof estava entre as insurgentes.
Em 1280, Jans der Enikel escreveu o livro "Fürstenbuch", uma primeira história da cidade.
Com os imperadores Luxemburgo, Praga tornou-se a residência imperial e Viena permaneceu sob sua sombra. Os primeiros Habsburgo tentaram quebrar esta ordem. O Duque Alberto II, por exemplo, favoreceu a arquitetura gótica na cidade. Em 1327, Frederico I publicou uma édito permitindo que a cidade mantivesse um Eisenbuch listando privilégios.
Rodolfo IV da Áustria merece o crédito por sua prudente política econômica, que aumentou o nível de prosperidade. Sua epíteta de o Fundador deve-se a duas coisas: primeiro, ele fundou a Universidade de Viena em 1365, e segundo, ele começou a construir a nave gótica em Stephansdom. O último está conectado com a criação de um capítulo metropolitano, como um substituto simbólico para o bispo.
O tempo de disputas internas entre os Habsburgo resultou não apenas em confusão, mas também no declínio econômico e dificuldades sociais, com disputadas entre vários grupos da sociedade vienense. Um grupo apoiava Ernesto da Áustria, enquanto outro apoiava Leopoldo IV. Em 1408, o prefeito Conrado Vorlaufo, um expoente do Partido Patrício foi executado.
Após a eleição do Duque Alberto V como rei alemão, Viena tornou-se a capital do Sacro Império Romano Germânico. O nome de Alberto é mais lembrado pela expulsão da população judia de Viena em 1241/22.
Incidentalmente,, em 1469, Viena conseguiu seu próprio bispo, e o Stephansdom tornou-se a catedral. Durante a era do fraco imperador Frederico III, Viena permaneceu do lado de seus oponentes (primeiro Alberto VI, e depois Matias Corvino), visto que o rei era incapaz de manter a paz nas terras austríacas contra as gangues de mercenários.
Em 1522, sob o comando de Fernando I, o Julgamento de Sangue de Wiener Neustadt levou à execução de líderes da oposição na cidade, e assim, a uma destruição das estruturas políticas. A partir de então, a cidade estaria diretamente submetida ao controle imperial.
Em 1556, Viena tornou-se a residência do imperador, enquanto a Hungria e a Boêmia foram acrescentadas à coroa dos Habsburgos em 1526.
Durante este período, a cidade também estava sendo recatolizada, depois de ter se tornado protestante muito rapidamente. Em 1551, os jesuítas foram levados à cidade e ganharam larga influência na corte. O líder dos contra-reformistas era Melchior Khlesl, bispo de Viena durante a primeira parte da década de 1600.

### Cercos turcos

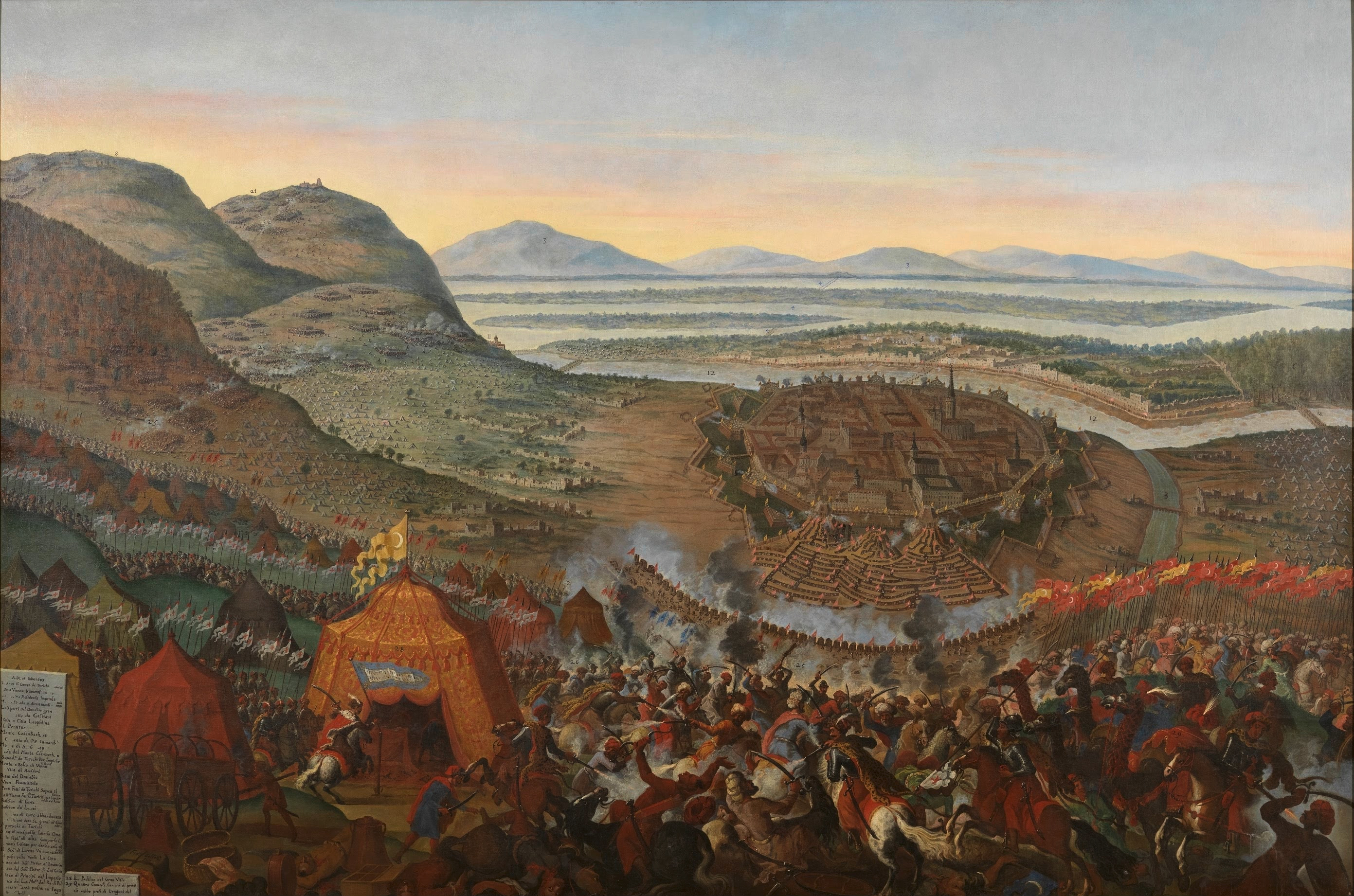
Cerco de Viena em 1683

Em 1529, Viena foi sitiada pelos turcos-otomanos pela primeira vez, apesar de não haver sucesso na empreitada. A cidade, protegida por muralhas medievais, mal conseguia conter o avanço dos turcos, até que epidemias se alastraram e o inverno começou, forçando os otomanos a recuar. O cerco mostrou que novas fortificações eram necessárias. Seguindo os planos de Hermes Schallauzer, Viena construiu uma fortaleza em 1548. No século XVIII, a cidade conseguiria barrar o avanço turco na Europa, que a partir de então viria apenas a perder terreno.

### Século XVIII

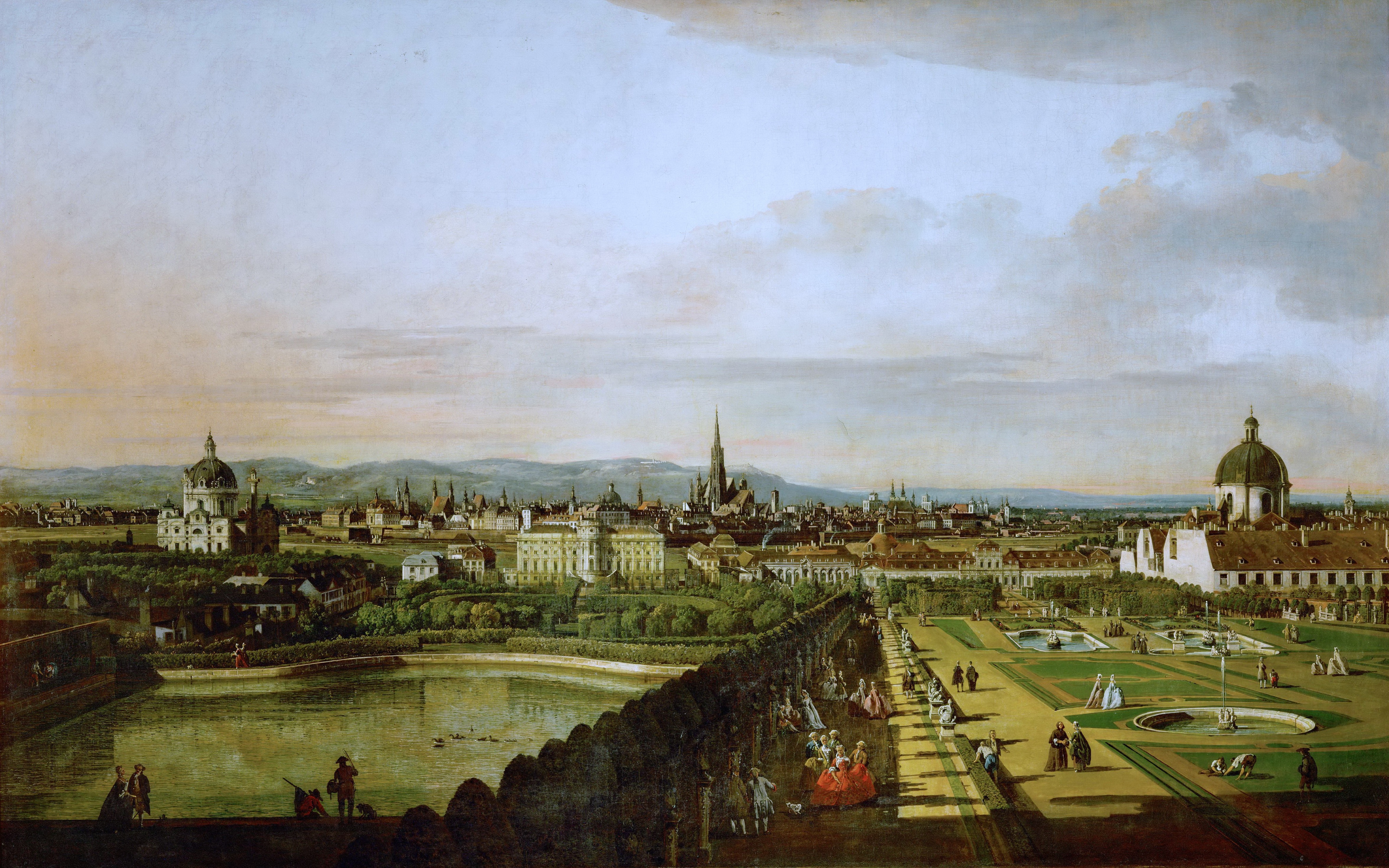
Viena durante a Era Barroca, por Canaletto

O século XVIII foi caracterizado pelas construção de várias estruturas importantes. No curso das reconstruções, Viena foi transformada em uma cidade barroca. Os mais importantes arquitetos do período foram Johann Bernhard Fischer von Erlach e Johann Lukas von Hildebrandt. A maior parte das construções se deu nos subúrbios (Vorstädte), já que a nobreza começou a cobrir as terras próximas de suas propriedades com grandes jardins, formando os Palais. Os mais conhecidos são o Palais Liechtenstein, Palais Modena, Palácio de Schönbrunn e Belvedere (o palácio do Príncipe Eugênio de Savoia). Em 1704, uma outra fortificação, a Linienwall, foi construída em torno do Vorstädte.
Depois da extensa epidemia de 1679 e 1713, a população começou a crescer exponencialmente. Segundo estimativas, 150 000 pessoas viviam em Viena em 1724 e 200 000 em 1790. No final do século, as primeiras fábricas foram construídas, começando em Leopoldstadt. Leopoldstadt também se tornou uma parte da cidade onde muitos judeus viviam, depois de terem sido expulsos de seu gueto em 1670. Problemas de higiene tornaram-se comuns e se alastraram pela cidade. O governo começou a construir redes de esgoto e a limpar as ruas. Também neste tempo, os primeiros números de residências foram criados e o correio postal (o Konskriptionsnummern) foi lançado.
Sob o Imperador José II, a administração da cidade foi modernizada em 1783: oficiais foram introduzidos e o magistrado foi criado. Ao mesmo tempo, cemitérios na cidade foram fechados.

### Século XIX

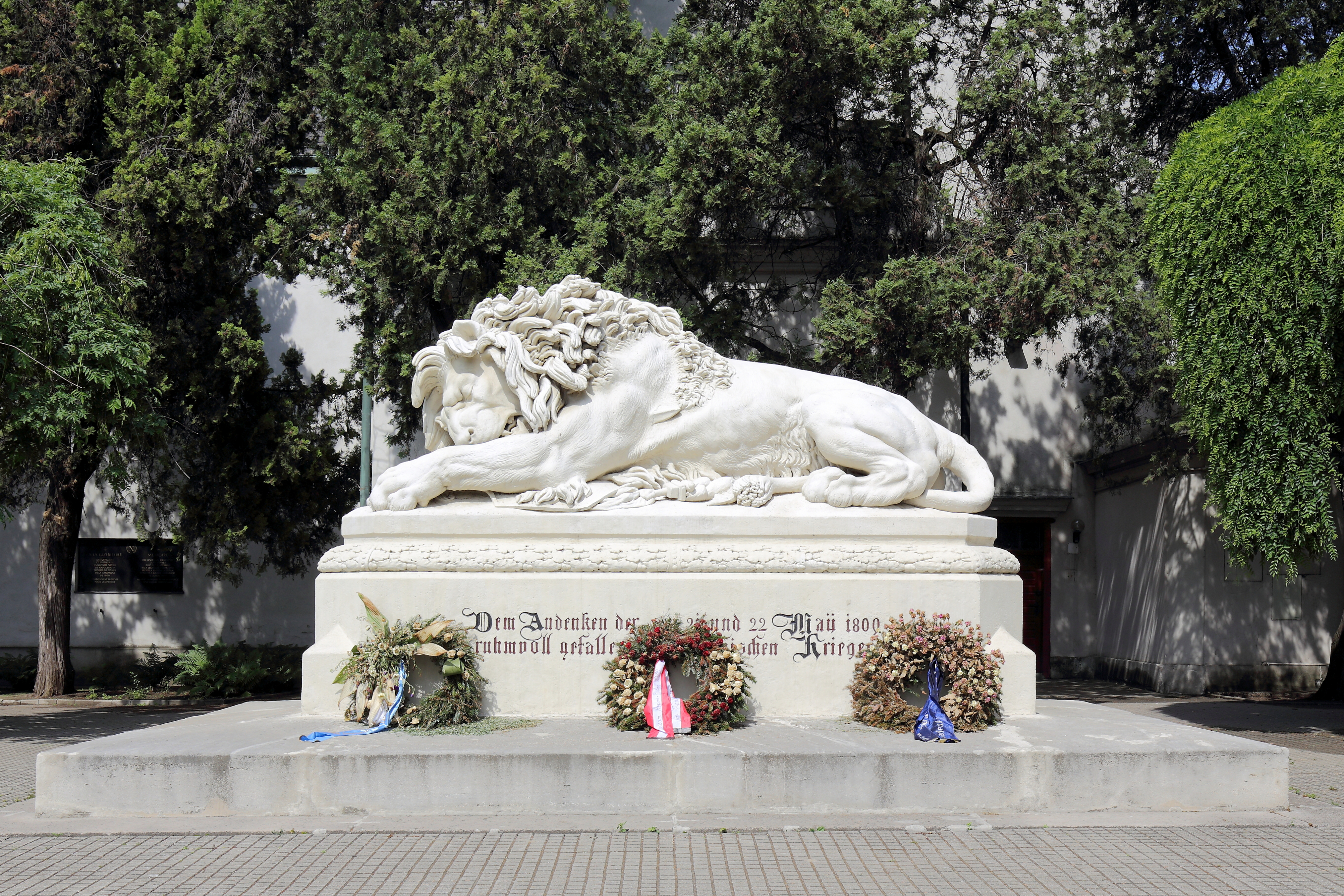
O "Leão de Aspern" é um monumento aos soldados austríacos que combateram nas Guerras Napoleônicas

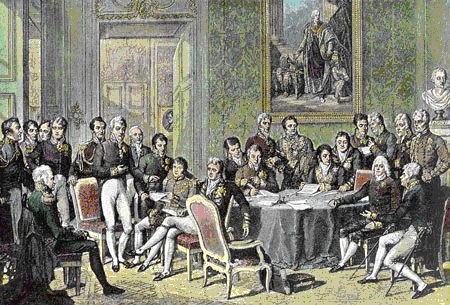
O Congresso de Viena restaurou a paz na Europa, depois da queda de Napoleão

Durante as Guerras Napoleônicas, Viena foi tomada duas vezes por Napoleão, em 1805 e em 1809. A primeira conquista aconteceu sem nenhuma batalha. Três oficias franceses atravessaram a Taborbrücke (Ponte de Tábor), a única ponte danubiana naqueles tempos (que, claramente, era fortemente defendida), e convenceram o comandante austríaco que a guerra já havia terminado. Neste ínterim, o exército francês pôde facilmente entrar na cidade e foi aclamado pela população, ao invés de rejeitado. Napoleão permitiu que 10.000 homens da Guarda Nacional de Viena permanecessem armados e o arsenal da cidade foi mantido como encontrado. Entretanto, a segunda ocupação aconteceu apenas depois de longas batalhas. Pouco depois, Napoleão sofreria sua primeira grande derrota em Aspern, nas proximidades de Viena.
Depois da derrota final de Napoleão, o Congresso de Viena teve lugar entre 18 de setembro de 1814 e 9 de junho de 1815, e o mapa político da Europa foi redesenhado. Os membros do congresso participaram de muitos eventos sociais, o que induziu Carlos José, Príncipe de Ligne a dizer: Le congres danse beaucoup, mais il ne marche pas ("O congresso dança, mas não progride"). Os eventos custaram à Áustria uma grande soma de dinheiro, e alguns participantes do evento foram satirizados e estereotipados:
Alexandre da Rússia: ama por todos
Frederico Guilherme da Prússia: pensa por todos
Frederico da Dinamarca: fala por todos
Maximiliano da Bavária: bebe por todos
Frederico de Württemberg: come por todos
Imperador Francisco da Áustria: paga por todos
A primeira metade do século XIX também se caracterizou por uma intensa industrialização, e a cidade recebeu uma rede de ferrovias em 1837.
A Revolução Francesa de Fevereiro de 1848 teve efeito em terras longínquas como Viena: em 13 de Março do mesmo ano, a Revolução de Março começou, o que forçou o chanceler Metternich a resignar e sair do país.

### Reinado de Francisco José I

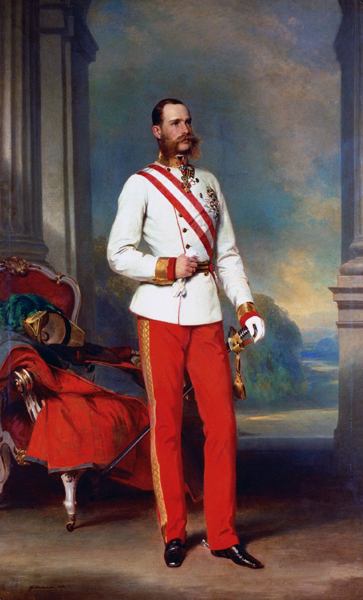
Sob o governo do Imperador Francisco José, a cidade experimentou um rápido crescimento e um florescimento nas artes, na cultura e na arquitetura

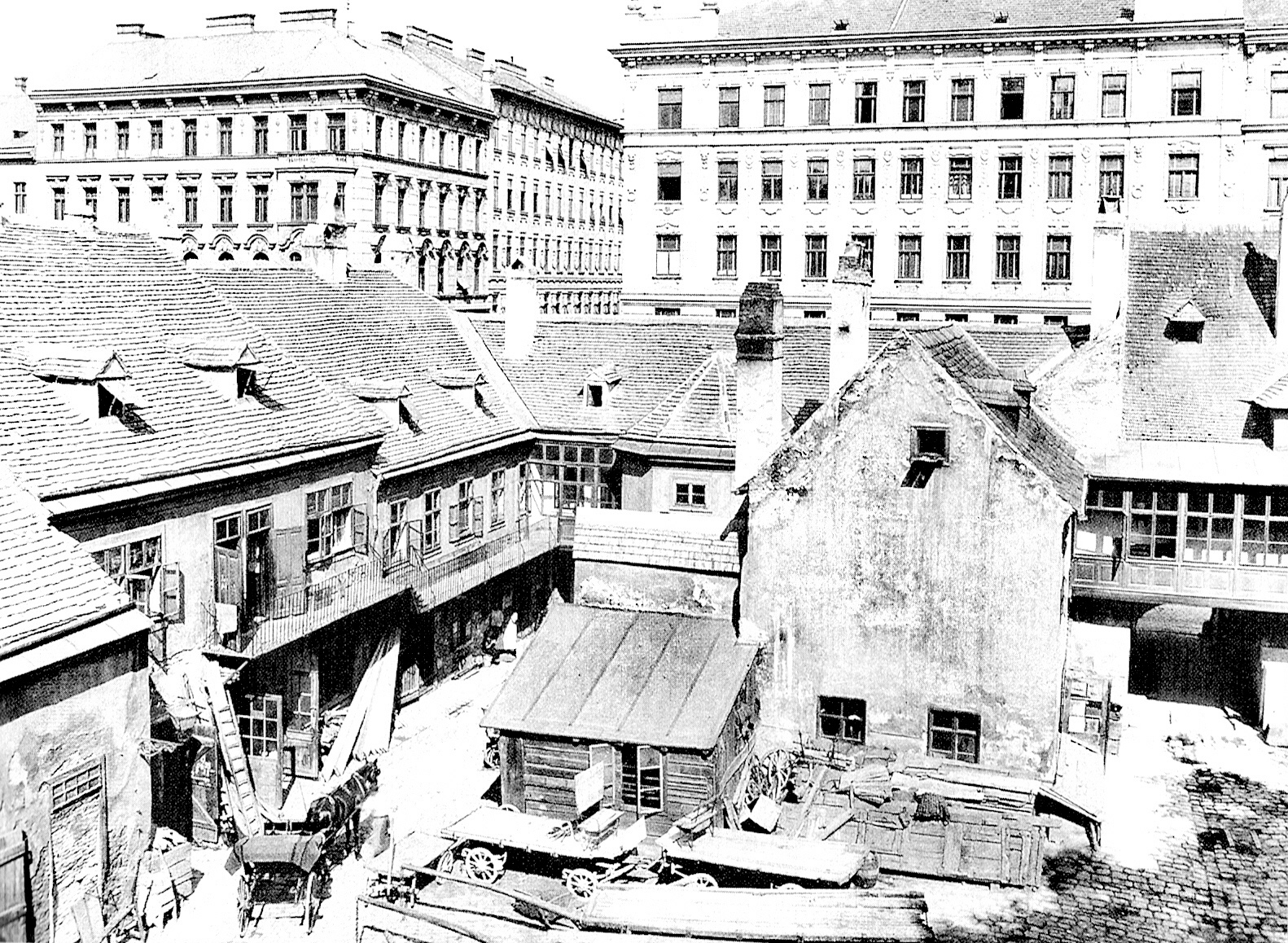
Pequenas e velhas casas que foram destruídas pelo plano de expansão da cidade ordenado por Francisco José

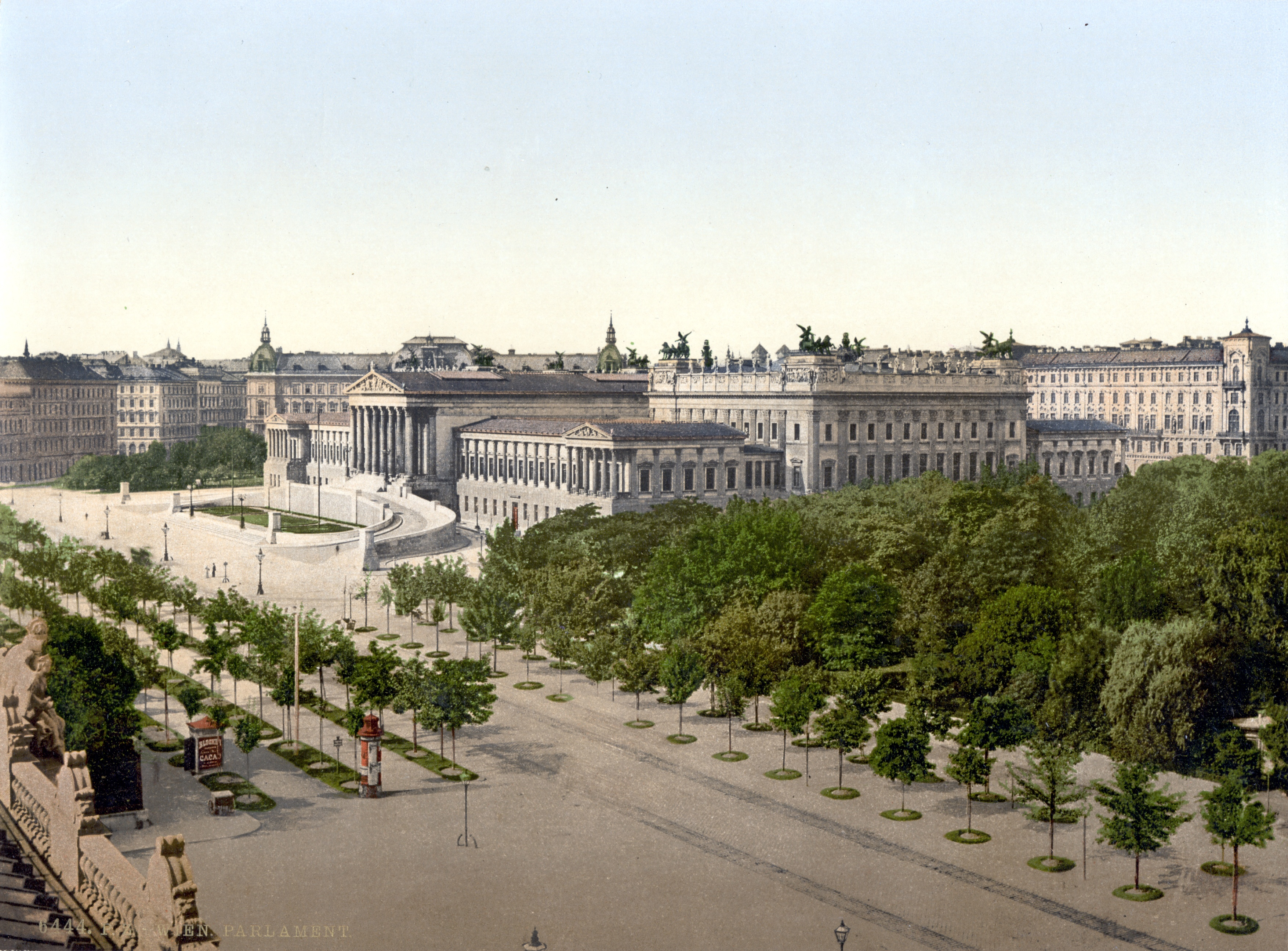
O novo Ringstraße com o Parlamento (1900)

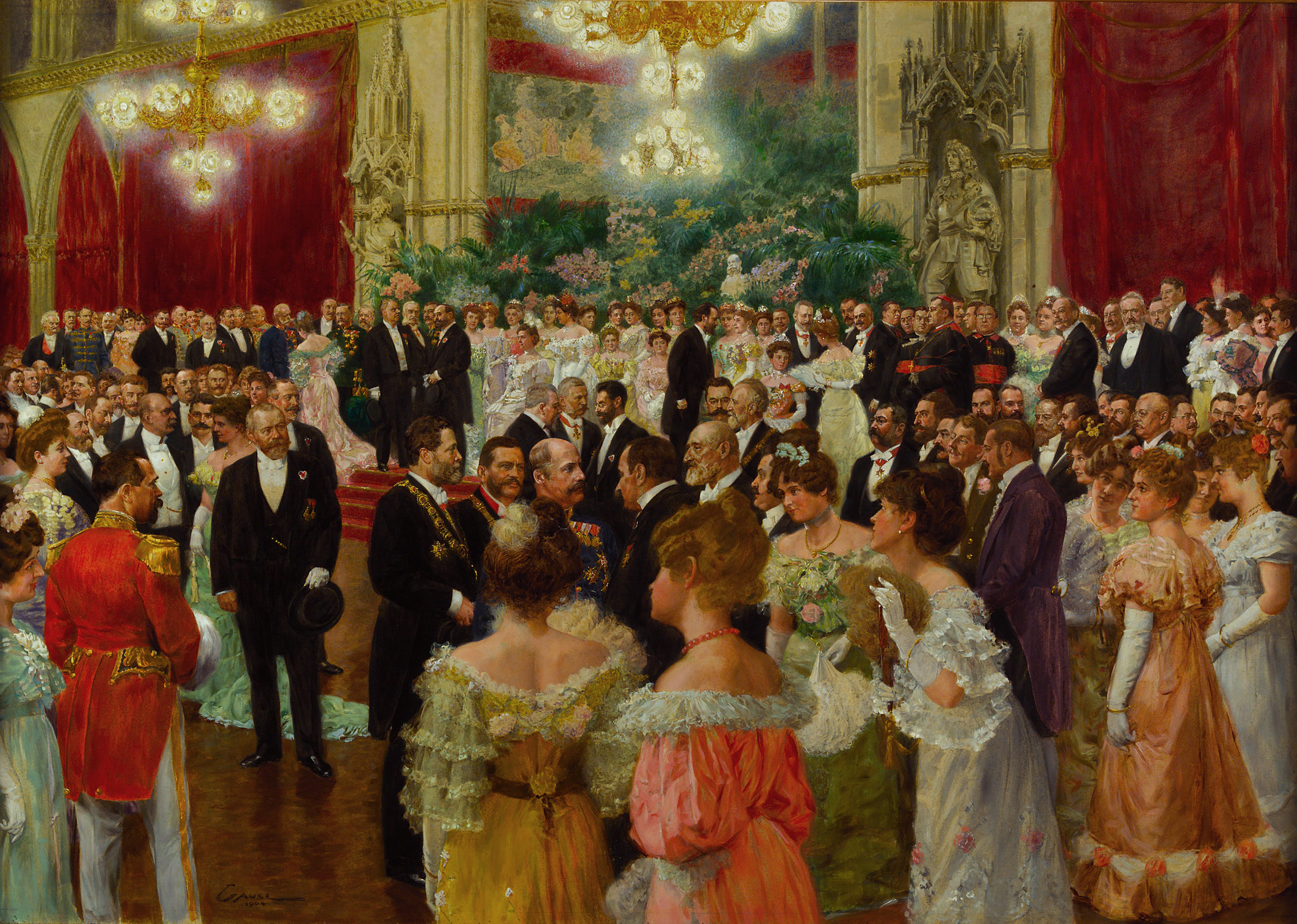
Baile na Prefeitura de Viena, com o prefeito Karl Lueger (1904)

A cidade se expandiu em 1850, incluindo principalmente a área da Linienwall. O Vorstädte tornou-se o Segundo e o Nono distritos, com o centro histórico tornando-se o primeiro. Em 1858, as fortificações foram demolidas e a Ringstraße foi construída no lugar antes ocupado pelas fortalezas. Muitos edifícios monumentais foram construídos ao lado do bulevar. O estilo da Ringstraße (Historicismo) caracteriza a arquitetura de Viena até hoje. O período de florescimento atingiu seu auge com a Feira Mundial de 1873, imediatamente antes da quebra da bolsa de valores, que terminou o período do Gründerzeit ("era da fundação").
Em 1861, o Partido Liberal venceu as primeiras eleições (relativamente) livres depois do fim do absolutismo.
Depois da grande enchente de 1830, uma regulação do Danúbio foi freqüentemente considerada. Foi finalmente colocada em prática durante a década de 1860. Vários problemas foram solucionados e um curso d'água foi criado longe do centro da cidade. O braço que ficou seco no centro foi posteriormente transformado no que é hoje conhecido como Donaukanal (Canal Danubiano).
Durante este período, a população de Viena cresceu consideravelmente, principalmente devido a imigração. Censos foram conduzidos regularmente a partir de 1869, e mostraram que a população de Viena em 1910 era de 2.031.000 habitantes, recorde nunca quebrado.
Por volta de 1900, Viena tornou-se o centro do Jugendstil (algo como a Art Nouveau), tendo artistas expressivos como Otto Wagner e a associação de artistas conhecida como Secessão de Viena (que deu nome ao característico prédio na Karlsplatz).
Em 1890, a cidade se expandiu por uma segunda vez os subúrbios além da antiga Linienwall (Vororte) foram incorporados dentro da cidade como os distritos 11 e 19, além de o décimo distrito ter sido criado em 1874 pela divisão do quarto. Leopoldstadt foi dividido em 1900, com a parte norte tornando-se o vigésimo distrito (Brigittenau). Em 1904, Floridsdorf tornou-se o vigésimo primeiro distrito vienense.
Durante este anos, Karl Lueger foi uma figura central na política da cidade. Sua dedicação à política social não podia ser negada, e a ele eram atribuídos méritos como o Wiener Hochquellwasserleitung, que levava água fresca das montanhas para a cidade, e a criação de um cinto de parques e florestas ao redor da cidade. Entretanto, estes aspectos positivos apenas se somavam ao antissemitismo, que parecia contar com o apoio da população.

## Primeira Guerra Mundial e a Primeira República Austríaca

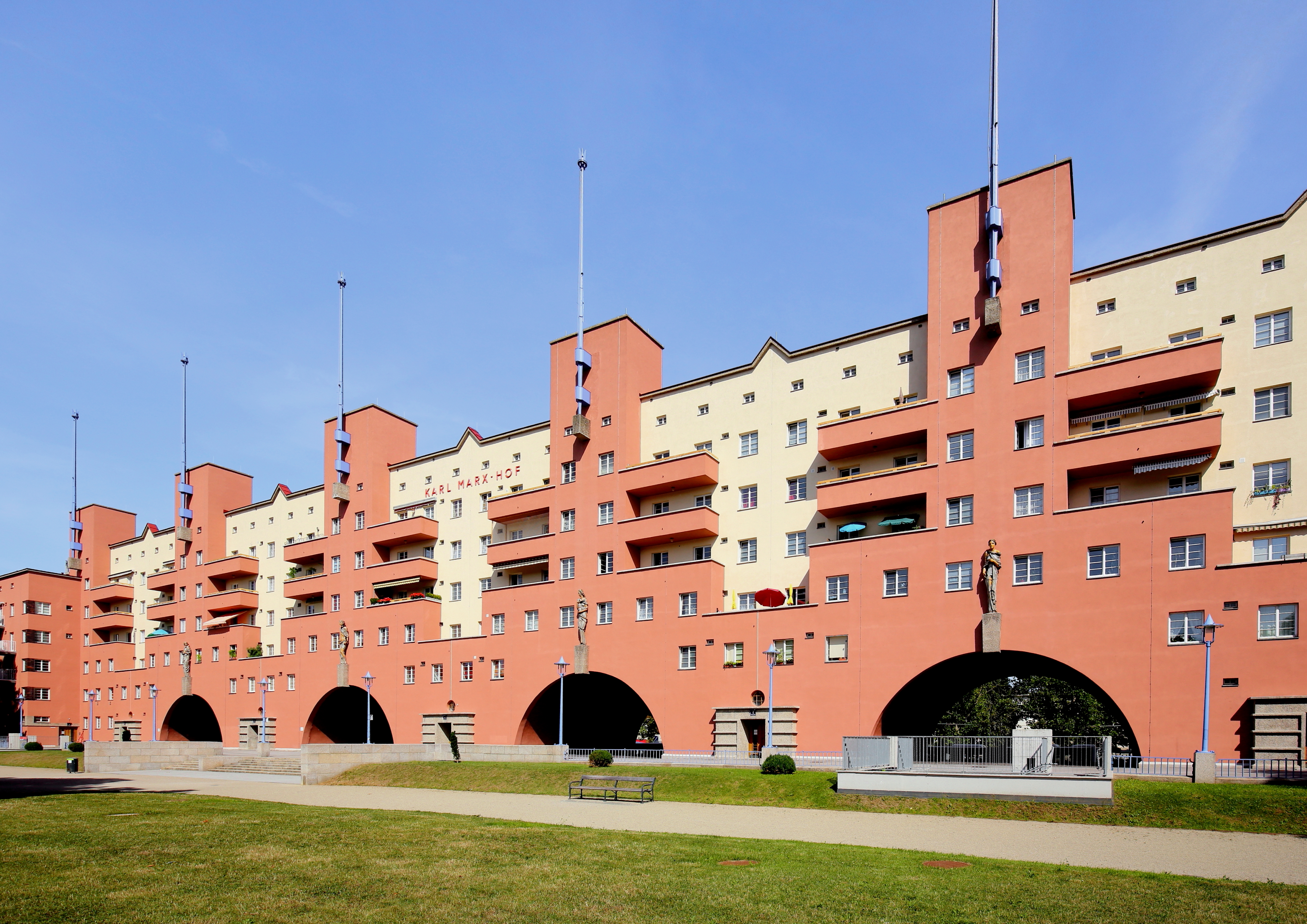
Karl-Marx-Hof em 2015

A Primeira Guerra Mundial (1914-1918) não resultou em imediata ameaça à Viena, mas levou a uma falta de suprimentos na cidade imposta pelo embargo econômico dos Aliados, que resultou em carência de comida e roupas. Os custos altíssimo da guerra, financiada principalmente com empréstimos, resultaram em inflação altíssima e a falência da classe média vienense.
O fim da guerra também significou o fim da Áustria-Hungria. Em 12 de novembro de 1918, a República de Deutsch-Österreich, ou Áustria Alemã, foi proclamada na frente do parlamento. A população estava concentrada na capital, e o novo estado foi chamado de hidrocéfalo por isso.
Em 1921, Viena separou-se da Baixa Áustria e tornou-se um próprio estado. A ala da esquerda dos social-democratas, que havia dominado o país desde o fim da guerra, agora estava responsável pela administração da cidade. A "Viena Vermelha" foi considerada um modelo internacional. Muitas notáveis Gemeindebauten (áreas residenciais de baixo custo) foram construídas nesse período, num total de aproximadamente 60.000 casas.
Entretanto, as dificuldades econômicas resultaram em uma radicalização política e polarização dos partidos políticos. No partido social-democrata, a ala esquerda era republicana, tinha uma boa organização, e um ótimo grupo paramilitar. A ala direita era representada pelo Heimwehr, que havia se formado após a Grande Guerra e reunia ex-combatentes.

## Austrofacismo

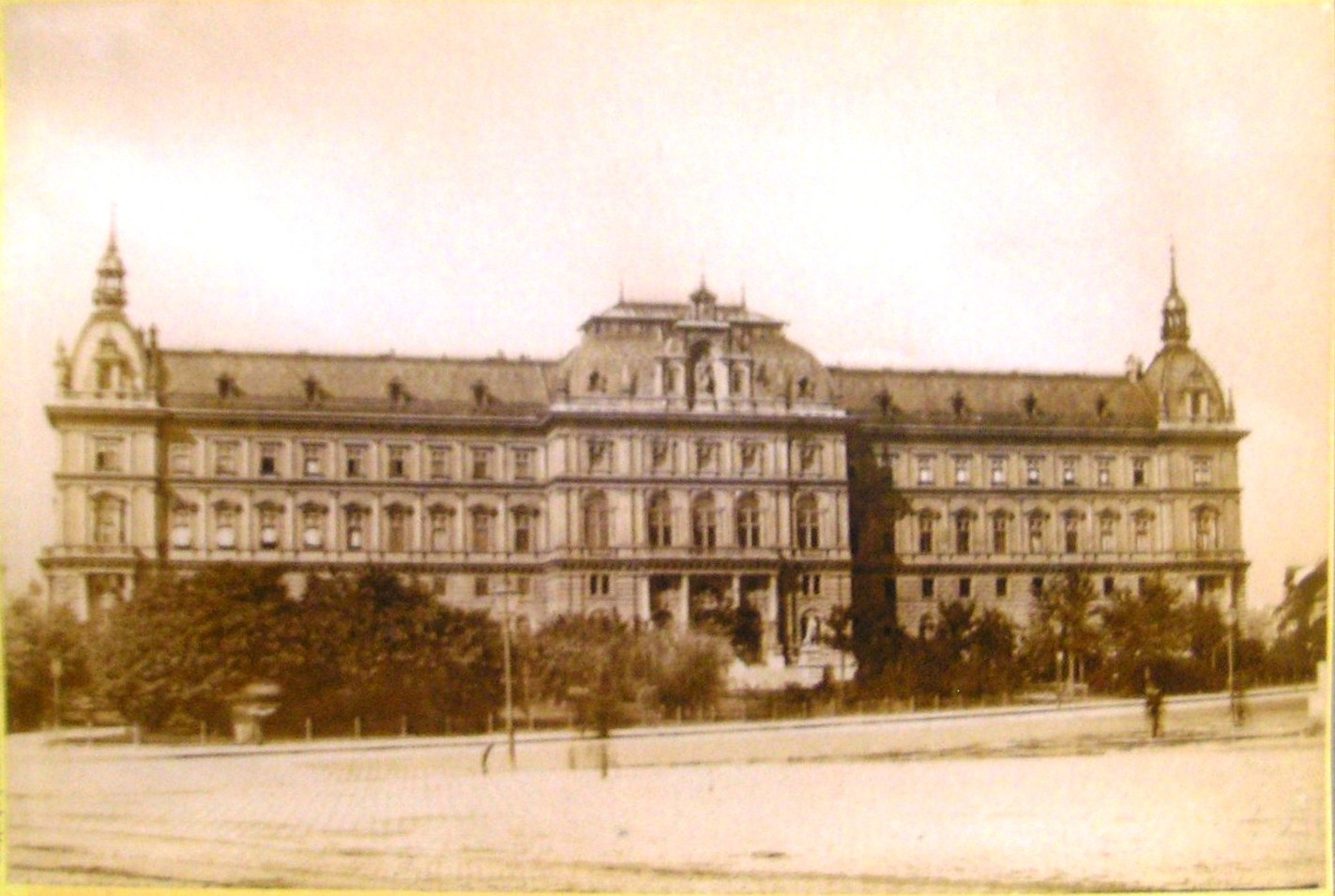
O fogo no Justizpalast levou ao fim da Primeira República da Áustria

O fogo no Justizpalast ("Palácio da Justiça") em 1927, após violentos protestos, o colapso do Creditanstalt, o maior banco do país, e finalmente a dissolução do parlamento em 1933 deram espaço para o início da Guerra Civil em fevereiro de 1934. Logo depois, Engelbert Dollfuß, que foi chanceler da Áustria e ministro das relações exteriores desde 1932, colocou na ilegalidade vários partidos como o Nazista e o Comunista, e tornou legal apenas a sua organização política o Vaterländische Front. Dollfuß criou um regime autoritário conhecido como Ständestaat e governou sem a aprovação do parlamento.

## Terceiro Reich

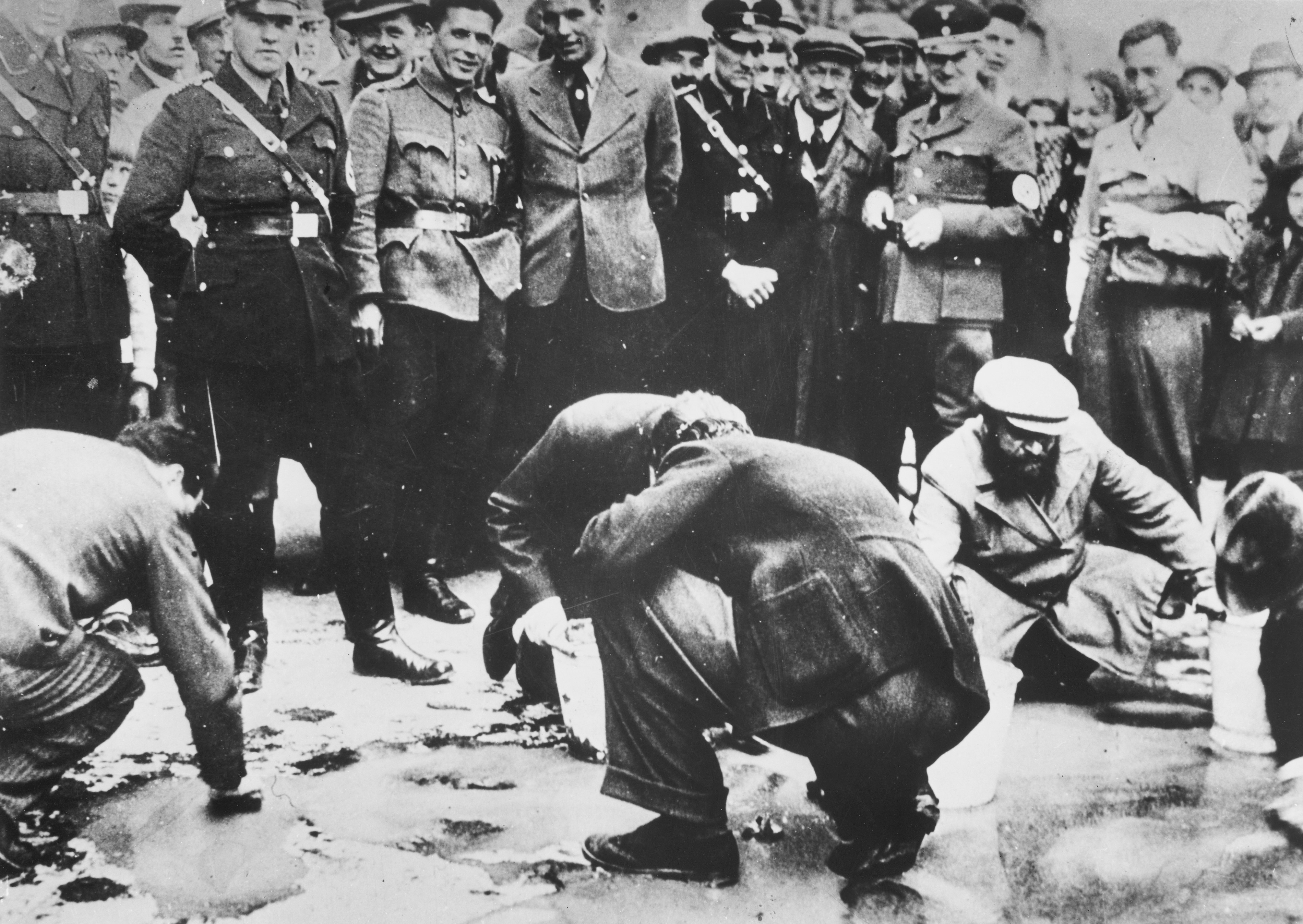
Judeus vienenses foram forçados pelos nazistas, que contavam com o apoio da população local, a limpar as calçadas

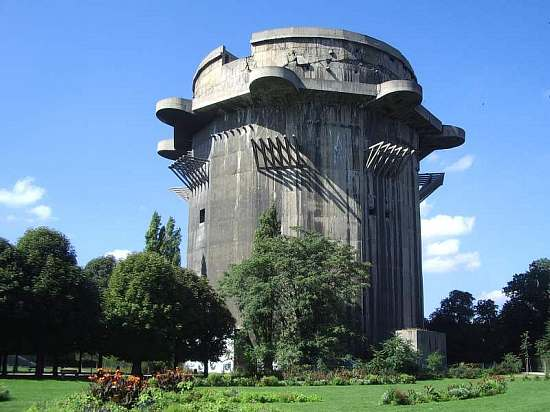
A torre no Augarten pertenceu ao sistema de defesa nazista durante a ocupação da Áustria

Em março de 1938, a Alemanha Nazista ocupou e anexou a Áustria, num processo conhecido como Anschluss. Adolf Hitler foi recebido em Viena por grandes comemorações de admiradores e fez um discurso famoso em Heldenplatz, dando as boas-vindas do Reich para sua terra natal. As políticas antissemitas de Hitler acharam um solo fértil em Viena, onde o ódio aos judeus havia crescido desde o início do século XX. Imediatamente depois do Anschluss, os judeus vienenses foram submetidos a políticas humilhantes elaboradas pelo estado. Durante o Reichskristallnacht de 9 de novembro de 1938, as sinagogas e centros da vida judia foram destruídos. Em agosto, o KZ Oberlanzendorf Wien (Escritórios Central da Emigração Judia) foi criado, e era comandando por Adolf Eichmann. No entanto, Viena não mostrava apoiar tanto as políticas nazistas quanto o resto do país, e o próprio Hitler esperava aumentar a importância de sua cidade, Linz, enquanto relegava a Viena um status secundário.
No curso da expansão da cidade em 1938, 91 municipalidades próximas foram incorporadas na cidade, tornando-se os distritos de número 22 (Groß-Enzersdorf), 23 (Schwechat), 24 (Mödling), 25 (Liesing) e 26 (Klosterneuburg). Com uma área de 1,224 km², Viena havia se tornado a maior cidade do Terceiro Reich. Durante a guerra, a cidade concentrava 12 sub-campos de concentração do infame Campo de concentração de Mauthausen-Gusen, localizados em várias partes da cidade.
Apesar de originalmente fora do alcance dos bombardeiros Aliados, a partir de 1943 a cidade começou a ser atingida pelos bombardeiros baseados na Itália. A cidade construiu torres para se defender, e estas permanecem em seus lugares até hoje. Os bombardeios de 1944 e 1945, assim como a ocupação soviética em abril de 1945, causaram grande destrução na cidade. Alguns prédios históricos sobreviveram aos ataques; e muitos outros foram restaurados no pós-guerra.

## Ocupação Aliada
Apenas alguns dias depois do final da guerra, um governo provisório para a cidade foi criado. Além disso, os partidos políticos foram recriados. Em 29 de abril de 1945, o parlamento passou das forças de ocupação para um novo governo austríaco, e Karl Renner anunciou a reconstituição da República Democrática da Áustria. Viena foi dividida em cinco zonas de ocupação pela União Soviética, pelos Estados Unidos, pelo Reino Unido, pela França, e o centro da cidade passou a ser patrulhado pelos quatro aliados. O Brasil, que tinha tropas na Itália, fora convidado a participar da ocupação do país, algo que foi recusado pelo comando da FEB.
As primeiras eleições municipais foram realizadas em novembro de 1945.
Das cem cadeiras no conselho municipal, o Partido Social Democrata conseguiu 58, o Partido dos Povos Austríacos conseguiu 36, e os Comunistas outras seis. Em 1946, foi decidido que a expansão do território da cidade de 1938 tinha de ser revertida, mas a decisão foi adiada devido à ocupação aliada, e só pode ser concluída em 1954.

## História moderna desde 1955

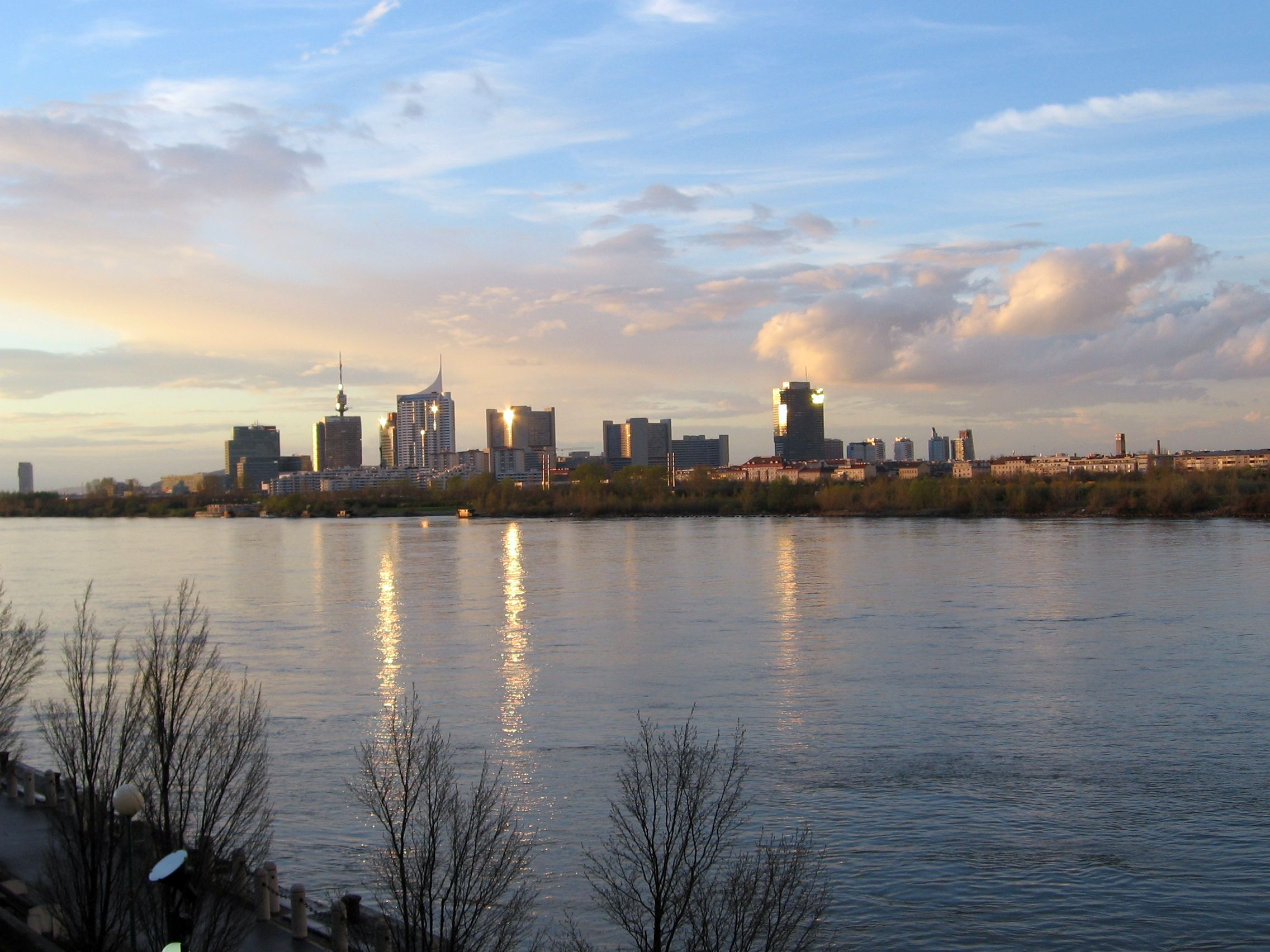
Agências das Nações Unidas em Viena tornaram a cidade uma das localidades mais importantes para a organização

Em 15 de maio de 1955, o país reganhou a liberdade com o "Tratado do Estado Austríaco". O tratado estava relacionado ao estado austríaco porque ele simplesmente havia deixado de existir em 1938.
Depois da guerra, como em qualquer outro lugar da Europa Ocidental, houve um enorme crescimento econômico, baseado principalmente no bem-sucedido apoio dos Estados Unidos através do Plano Marshall.
O transporte público em Viena foi melhorado com a introdução da rede U-Bahn, que foi inaugurada em 1978. Durante a década de 1970, Viena tornou-se a terceira base oficial das Nações Unidas, e o prédio da UNO-City foi construído. No final do século XX, vários arranha-céus foram construídos na cidade, entre eles o Andromeda Tower e o Millenium Tower, nas margens esquerda e direita do Danúbio, respectivamente.
Viena também foi capital da região da Baixa Áustria (em alemão:  Niederösterreich) até 1986, quando foi substituída por Sankt Pölten.
Nas eleições municipais de 2001, os social democratas reganharam maioria absoluta. Devido à decadência do Foro Liberal, apenas quatro partidos passaram a ter representação no conselho municipal. Mais recentemente, em 2005, os social democratas ganharam ainda mais espaço na política vienense, incrementando sua maioria. As próximas eleições do conselho municipial acontecerão em 2010.

## Prefeitos
- Lista de prefeitos de Viena